# 朝プレ
朝プレ（あさプレ）とは、東海テレビ（愛知県・岐阜県・三重県ローカル）で、2011年8月から2013年3月29日まで平日9:55-10:58に、2013年4月6日からは土曜10:25-11:25に放送されていた再放送番組の枠である。

## 発足経緯
この枠はかつて、11:30まで地域情報番組『ぴーかんテレビ』を放送していたが、2011年8月4日に放送された姉妹番組の『別冊!ぴーかんテレビ』内の事前録画の通信販売番組「一番本舗」の途中で、不謹慎な内容が書かれた視聴者プレゼントの当選発表用のテストスーパーが誤って流れた（詳細はセシウムさん騒動を参照）ことから、急遽同年8月5日以後の放送自粛（その後は正式に打ち切り）が決定した。
この休止初日の8月5日は穴埋めとして『トムとジェリー』を代替で放送し、翌週から当面の間は生放送の情報番組の制作を中止して自社製作のお昼の帯ドラマやバラエティー、およびフジテレビ・関西テレビが製作した連続ドラマなど、過去に放送された番組のアンコールを行うこととなった。タイトルは「朝のプレゼント」の略であるが、視聴者プレゼントのコーナーはなかった。
なお、『ぴーかんテレビ』の木曜日の枠内番組である「一番本舗」は、この番組終了後の平日 11:15 - 11:25に分離して放送されている。
土曜移行後は単発バラエティ番組や、フジテレビ製作の『有吉くんの正直さんぽ』『正直女子さんぽ』などを放送していた。

## 放送時間の変遷
| 時間          | 期間                          |
| ------------- | ----------------------------- |
| 09:55 - 10:58 | 2012年4月09日 - 2013年3月29日 |
| 10:25 - 11:25 | 2013年4月06日 -               |

※2013年10月から12月、2014年4月から6月は特撮ドラマ『黄金鯱伝説グランスピアー』を10:55 - 11:25に放送。この期間は放送時間が30分繰り上がり09:55 - 10:55の放送となっている。

## 放映リスト
| 放映日           | タイトル                                       |
| ---------------- | ---------------------------------------------- |
| 2011年08月15日 - | GTO（1998年版）                                |
| 2011年09月01日 - | ショムニ（第1シリーズ）                        |
| 2011年09月20日 - | モンスターペアレント                           |
| 2011年10月07日 - | 花嫁のれん                                     |
| 2011年10月13日 - | 古畑任三郎（第2シリーズ）                      |
| 2011年11月01日 - | 古畑任三郎（第3シリーズ）                      |
| 2011年11月17日 - | アルジャーノンに花束を                         |
| 2011年12月12日 - | 29歳のクリスマス                               |
| 2012年04月09日 - | 朝もご縁です!（西川きよしのご縁です!の再放送） |
| 2012年10月01日 - | ロングバケーション                             |
| 2012年10月19日 - | アットホーム・ダッド                           |
| 2012年11月06日 - | 大奥〜第一章〜                                 |
| 2012年11月22日 - | 早海さんと呼ばれる日                           |
| 2012年12月07日 - | 鬼嫁日記（第1シリーズ）                        |